# Machina II/The Friends & Enemies of Modern Music
MACHINA II/The Friends & Enemies of Modern Music je album, které Billy Corgan vydal po rozpadu The Smashing Pumpkins, a to pouze po internetu v podobě 3 EP disků, na němž se nacházejí B-strany a alternativní verze skladeb z Machina/The Machines of God a jednoho LP se samotným albem. Billy se rozhodl je rozeslat svým nejvěrnějším fandům, aby je rozšířili po internetu, protože se jeho vydavatelská společnost rozhodla po neúspěchu Machiny ukončit spolupráci.

## Seznam skladeb
1. EP (CR-01
1. Slown Down - 3:14
2. Vanity - 4:08
3. Saturnine - 4:11
4. Glass Theme - 2:55

2. EP (CR-02)
1. Soul Power - 3:02
2. Cash Car Star (Verze 1) - 3:41
3. Lucky 13 - 3:05
4. Speed Kills (na singlu Stand Inside Your Love) - 4:51

3. EP (CR-03)
1. If There Is a God (piano a zpěv) - 2:34
2. Try, Try, Try (Verze 1) - 4:23
3. Heavy Metal Machine (Verze 1) - 6:47

LP (CR-04)
1. Glass Theme - 1:54
2. Cash Car Star - 3:18
3. Dross - 3:26
4. Real Love - 4:16
5. Go - 3:47
6. Let Me Give the World to You - 4:10
7. Innosence - 2:33
8. Home - 4:29
9. Blue Skies Bring Tears - 3:18
10. White Spider - 3:37
11. In My Body - 6:50
12. If There Is a God (celá kapela) - 2:08
13. Le Deux Machina - 1:54
14. Here's to the Atom Bomb - 3:51

## Složení kapely
- Billy Corgan - kytara, zpěv, produkce, basovka, mix
- Jimmy Chamberlin - bicí
- James Iha - kytara, zpěv
- D'Arcy Wretzky - basa, zpěv